# 天才てれびくんhello,の生放送
天才てれびくんhello,の生放送（てんさいてれびくんハローのなまほうそう）は、『天才てれびくんhello,』の木曜日に編成された生放送。

## 概要
2020年度は生放送があるとの予告はあったが、新型コロナウイルスの影響で放送開始後しばらく生放送は行われず、その間の木曜日は第1回のてれび戦士との合同ミッションの完全版、ドラマパートの再放送に加えて映像内のみやぞんエンジの相方・あらぽんエンジを探す企画、ロケ企画の再放送にみやぞんエンジのコメンタリーを加えたものが放送された。なお、ピクセル採掘場（ゲームコーナー）はカットされており、代わりに長期休業企画の代わりにピクセル大量入手が行えるようになっていた。
5月28日に初の生放送が行われたが、時勢を考慮して当面の参加メンバーはリモート参加のてれび戦士及び茶の間戦士（視聴者）の電キャのみとなる。代わりに進行役のエンジとして高橋メアリージュンがサポートに回る（「Let's」の虎南分析官や「YOU」の小島主任に相当する）。また、「Let's」や「YOU」にあった、茶の間戦士の家や会場で間中継企画（所謂「ニュース深追い」のリポーター）も実質廃止となったが、7月9日以降の生中継の代価としてリポーターに代わり毎週登場するエンジが和室風の特別エリアで茶の間戦士として参加することになった。
また、再放送では本放送のミッションに参加できなかった視聴者にも楽しんでもらえるように獲得ピクセルが2倍に増えるサービスが行われる。
「デントリー」「電空バトル」を比較すると、『Let's』『YOU』の路線を継承した「デントリー」の方が番組連動データ放送の参加人数が多い傾向にある。また、2022年度は放送時間の繰り上げや34分枠から25分枠に9分縮小された影響もあり、参加人数が減少に転じている。

## 放送日程
| 初回放送日     | 内容                                              | 参加人数   | 脚注     |
| -------------- | ------------------------------------------------- | ---------- | -------- |
| 2020年05月28日 | デントリー デントリールーム                       | 17万7685人 | [ * 1 ]  |
| 2020年06月04日 | デントリー 超原宿                                 | 16万9236人 | [ * 2 ]  |
| 2020年06月18日 | デントリー 超宇都宮                               | 17万0042人 | [ * 3 ]  |
| 2020年07月09日 | デントリー 超軽井沢                               | 14万9325人 | [ * 4 ]  |
| 2020年07月16日 | デントリー 超神戸                                 | 14万4031人 | [ * 5 ]  |
| 2020年09月03日 | 電空バトル 金魚ラウンド                           | 14万3590人 | [ * 6 ]  |
| 2020年09月10日 | デントリー 超大間                                 | 16万2579人 | [ * 7 ]  |
| 2020年09月17日 | 電空バトル オニギリラウンド                       | 15万2051人 | [ * 8 ]  |
| 2020年09月24日 | デントリー 超別府                                 | 16万7812人 | [ * 9 ]  |
| 2020年10月08日 | 電空バトル 超カサラウンド                         | 15万3375人 | [ * 10 ] |
| 2020年10月15日 | デントリー 超種子島                               | 15万7803人 | [ * 11 ] |
| 2020年10月22日 | 電空バトル 超ウシラウンド                         | 14万7848人 | [ * 12 ] |
| 2020年10月29日 | デントリー 超浜松                                 | 15万1520人 | [ * 13 ] |
| 2020年11月12日 | 電空バトル 超リップクリームラウンド               | 15万2102人 | [ * 14 ] |
| 2020年11月19日 | デントリー 超仙台                                 | 15万8245人 | [ * 15 ] |
| 2020年11月26日 | 電空バトル 超カニラウンド                         | 14万4102人 | [ * 16 ] |
| 2020年12月10日 | デントリー 超鳥取                                 | 15万1470人 | [ * 17 ] |
| 2020年12月17日 | 電空バトル 超バスケットボールラウンド             | 14万5496人 | [ * 18 ] |
| 2021年01月07日 | 電空バトル 超磁石ラウンド                         | 14万5264人 | [ * 19 ] |
| 2021年01月14日 | デントリー 超大阪                                 | 15万7543人 | [ * 20 ] |
| 2021年01月28日 | 電空バトル 超ヘビラウンド                         | 14万8758人 | [ * 21 ] |
| 2021年02月04日 | デントリー 超新潟                                 | 16万0333人 | [ * 22 ] |
| 2021年02月18日 | 電空バトル 超ケンダマラウンド                     | 15万3946人 | [ * 23 ] |
| 2021年02月25日 | デントリー 超チコシティ                           | 17万7113人 | [ * 24 ] |
| 2021年03月04日 | 電空バトル 超特別ラウンド                         | 15万2125人 | [ * 25 ] |
| 2021年04月08日 | デントリー 超ひらめき研究所                       | 17万3005人 | [ * 26 ] |
| 2021年04月15日 | 電空バトル 超バケツラウンド                       | 15万0108人 | [ * 27 ] |
| 2021年04月22日 | デントリー 超アニメーションスタジオ               | 15万5534人 | [ * 28 ] |
| 2021年04月29日 | 電空バトル 超ライオンラウンド                     | 14万4564人 | [ * 29 ] |
| 2021年05月13日 | デントリー 超ファッションシティ                   | 16万0089人 | [ * 30 ] |
| 2021年05月20日 | 電空バトル 超フデラウンド                         | 14万5994人 | [ * 31 ] |
| 2021年05月27日 | デントリー 超ロマンスター号                       | 15万8622人 | [ * 32 ] |
| 2021年06月10日 | 電空バトル 超ピザラウンド                         | 13万8028人 | [ * 33 ] |
| 2021年06月17日 | デントリー 超朝ドラシティ                         | 15万2731人 | [ * 34 ] |
| 2021年07月08日 | デントリー 超銀河鉄道の夜                         | 14万9651人 | [ * 35 ] |
| 2021年07月15日 | 電空バトル 超ヒコウキラウンド                     | 13万6280人 | [ * 36 ] |
| 2021年09月09日 | デントリー 超レフト飛行場                         | 15万4548人 | [ * 37 ] |
| 2021年09月30日 | デントリー 超ピラミッド                           | 16万5378人 | [ * 38 ] |
| 2021年10月07日 | 電空バトル 超オシャレラウンド                     | 14万9905人 | [ * 39 ] |
| 2021年10月21日 | デントリー 超アートシティー                       | 16万4183人 | [ * 40 ] |
| 2021年10月28日 | 電空バトル 超カミヒコウキラウンド                 | 14万9308人 | [ * 41 ] |
| 2021年11月11日 | デントリー 超診療所                               | 16万4685人 | [ * 42 ] |
| 2021年11月18日 | 電空バトル 超ズケイラウンド                       | 14万7848人 | [ * 43 ] |
| 2021年12月02日 | デントリー 超火星                                 | 15万8781人 | [ * 44 ] |
| 2021年12月09日 | 電空バトル 超フウセンラウンド                     | 14万6844人 | [ * 45 ] |
| 2021年12月16日 | デントリー 超電空ミステリートレイン               | 16万6702人 | [ * 46 ] |
| 2021年12月23日 | 電空バトル 超クリスマスラウンド                   | 14万7113人 | [ * 47 ] |
| 2022年01月20日 | デントリー 超潜水艇デンチラス号                   | 16万9065人 | [ * 48 ] |
| 2022年01月27日 | ニューススペシャル 今知りたい!新型コロナウイルス  | 13万4414人 | [ * 49 ] |
| 2022年02月10日 | 電空バトル 超カラフルラウンド                     | 15万6748人 | [ * 50 ] |
| 2022年02月24日 | デントリー 昆虫研究室                             | 18万3430人 | [ * 51 ] |
| 2022年03月03日 | 電空バトル 超カーリングラウンド                   | 15万4086人 | [ * 52 ] |
| 2022年04月07日 | デントリー スイーツ研究室                         | 13万7396人 | [ * 53 ] |
| 2022年04月14日 | 電空バトル 1stラウンド                            | 11万1723人 | [ * 54 ] |
| 2022年04月21日 | デントリー デンキンマンション                     | 12万4681人 | [ * 55 ] |
| 2022年04月28日 | 電空バトル 2ndラウンド                            | 08万6861人 | [ * 56 ] |
| 2022年05月12日 | デントリー マグロ研究室                           | 12万1970人 | [ * 57 ] |
| 2022年05月19日 | 電空バトル 3rdラウンド                            | 09万5968人 | [ * 58 ] |
| 2022年05月26日 | デントリー シュウペイの口の中                     | 11万3618人 | [ * 59 ] |
| 2022年06月02日 | 電空バトル 4thラウンド                            | 08万9935人 | [ * 60 ] |
| 2022年06月16日 | デントリー 電空サファリパーク                     | 10万8593人 | [ * 61 ] |
| 2022年06月23日 | 電空バトル メイラウンド                           | 08万9350人 | [ * 62 ] |
| 2022年07月07日 | デントリー 電空の織姫と彦星                       | 10万4231人 | [ * 63 ] |
| 2022年07月14日 | 電空バトル 6thラウンド                            | 09万8705人 | [ * 64 ] |
| 2022年09月08日 | デントリー 電空消防署                             | 12万3960人 | [ * 65 ] |
| 2022年09月15日 | 電空バトル ヨコハマラウンド                       | 10万0089人 | [ * 66 ] |
| 2022年09月29日 | デントリー 超脳科学研究所                         | 12万2641人 | [ * 67 ] |
| 2022年10月06日 | 電空バトル 超ダンスラウンド MTK重大発表スペシャル | 10万8654人 | [ * 68 ] |
| 2022年10月20日 | デントリー 恐竜の化石発掘                         | 12万7659人 | [ * 69 ] |
| 2022年10月27日 | 電空バトル タッグラウンド                         | 10万9903人 | [ * 70 ] |
| 2022年11月17日 | デントリー デンクー出版                           | 12万8078人 | [ * 71 ] |
| 2022年11月24日 | 電空バトル 超さいたまサッカーラウンド             | 11万1430人 | [ * 72 ] |
| 2022年12月08日 | デントリー 蒸気機関車デンイチ                     | 12万8353人 | [ * 73 ] |
| 2022年12月15日 | 電空バトル トシノセラウンド                       | 11万1232人 | [ * 74 ] |
| 2022年12月22日 | デントリー 航空宇宙局                             | 12万8408人 | [ * 75 ] |
| 2023年01月19日 | 電空バトル 超天てれ30年大感謝ラウンド             | 10万5189人 | [ * 76 ] |
| 2023年02月02日 | 電空バトル セツブンラウンド                       | 10万2271人 | [ * 77 ] |
| 2023年02月09日 | デントリー チョコレートジャングル                 | 12万6874人 | [ * 78 ] |
| 2023年03月02日 | デントリー アーカイブ星 最終決戦                  | 13万1498人 | [ * 79 ] |
| 2023年03月09日 | 電空バトル 超卒業ラウンド                         | 10万2481人 | [ * 80 ] |

## デントリー
D-ENTRY（デントリー）。週代わりでゲスト声優が出演し、その回に登場する電空の住人全員の声を担当する。

### 電空のバグを修復する
2020年度生放送企画。何者かによって電空にバグが発生し混乱を引き起こす。てれび戦士は電キャとなって電空に入りバグを修復する。なお、バグの影響により、電空に留まっていられる時間は30分が限度となっている。
リモコンで電キャを操作、バッテリーをゲットせよ!!
電空に入る前の下準備で、右下に出現する画面を使い制限時間30秒以内に指定されたアクションをしてバッテリーを獲得する（ストックはマップに落ちているバッテリーを拾えば最大6つまで可能）。アクションは『Let's』2015年度の「どちゃもんを救出せよ！」と同じく電キャを上下左右ボタンで操作して上から流れてくるバッテリーを集める、ルーレットを3つ止める、決定ボタンを押して電キャを伸ばし右から流れてくるバッテリーを集める、の3種類。バッテリーに書かれた量に応じてゲージが溜まっていき(ドクロマークが書かれたバッテリーはゲージが減ってしまう)、タイムアップ時に半分以上溜まっていればバッテリーを1つ、満タンなら2つ獲得できる。なお、バッテリーが切れた場合は同じ方法でチャージ可能(溜まったゲージの量に応じて回復量が増えていく)。
電空の街を探索ぽよ!
電空内にある「デントリールーム（入り口部分）」などのエリアを探索する。ルールは『Let's』の「どちゃもんの巣」「オモイデ界」や『YOU』の「モジゲン空間」と同じようなシステム。画面は『Let's』『YOU』の2Dマップ＋てれび戦士の視点画面から、斜め上から見た3Dマップに変わっている。
回によっては敵対するロボットを倒すフェーズが入ることがある。茶の間戦士はビームの結晶（回によってはてれび戦士や他のアイテムに変わることもある）を調べることでビームを20発撃つことが出来る。ビームは茶の間戦士の電キャが向いている方向にまっすぐ飛んでいき、ある程度の飛距離に達すると消滅する。打ち尽くしたら再度ビームの結晶を調べ直してストックしなければならない。ロボットは縦横・周囲・ランダムなマス（攻撃前に円形のアイコンで予告される）に攻撃を行い、当たるとダメージを受けてしまう。
立ちはだかるモンスターを倒すぽよ!
バグの影響で凶暴化してしまった電空の住人を救出するミッションで、『Let's』の「コチリトラーロボを倒せ!」や『YOU』の「深海の主を倒せ!」に『YOU』の「もじもんの問いに答えよ」を合わせたような内容（「天才てれびくん」シリーズのスタッフが製作した番組「リモコンWARS」の大悟ロボ戦に近い）。バグモンスターに変貌した電空の住人が出す問題（3〜4択クイズ）を4色ボタンで回答して、不正解ならバッテリーが減り、全国の茶の間戦士の正解率が50％を超えれば反撃し、耐久力を大きく減らすことができる。問題ジャンルはその回に訪れた電空のエリアのモデルとなった場所に関連したご当地ジャンルが中心。モンスターの耐久力が残り少なくなったらてれび戦士がデンリキ「ミエミエマルットハート」を使って、その電空の住人の「覚えていた言葉（『Let's（2016年度）』の「異次元獣のコア」や『YOU』の「大事な言葉」や「目覚めの言葉」に相当）」を4つの選択肢の形で出し、茶の間戦士は正解と思う選択肢の色の4色ボタンを連打する(『Let's(14・15年度の特別生放送)』の「ロックポイントを解除せよ！」に近い。2学期以降このフェーズは省略される)。覚えていた言葉が正解なら、てれび戦士がデンリキ「バイバイバグリムーブ」を使って、電空の住人は元に戻りミッションクリアとなる。
回によっては「電空の街を探索ぽよ!」よりも先に行われることがある。

### 電空の宝を守る
2021年度生放送企画。『Let's』の「どちゃもんを救出する」や「よすがんを手に入れる」に近い内容。「電空のお宝」を奪う怪盗集団『ペコパリオンズ』が毎回ターゲットを奪おうするため、それを阻止する。制限時間内にお宝の回収に成功すればお宝は守れるが、午後6時52分になると電空の果てにあるアーカイブ星に永久保存されミッションは失敗する。
電空を探索だぽよ!
ルールは2020年度の「電空の街を探索ぽよ!」と同じ。
電空のお宝をとりもどせ！
感覚としては『Let's』2015年度 - 2016年度の『コチリトラーロボを倒せ！』や、『YOU』2018年度 - 2019年度の『深海の主を倒せ！』に近い。
十字ボタンで電キャを動かし（照準は電キャの真上のマス）、決定ボタンでビームを発射しペコドローンを攻撃できるが、上から流れてくる「ビームの結晶」を取らないと一切の攻撃ができない。エネルギーの残り具合は照準の周囲に表示されるゲージで確認でき、ビームを撃つとゲージが少しずつ減っていく。また、青のバッテリーを取るとバッテリーのストックが1つ増え（バッテリーが減っている場合は4目盛り=バッテリー1つ分回復）、緑のバッテリーを取るとバッテリーが1目盛り回復する。ペコドローン下部のカプセルに入ったお宝を撃つ・上から流れてくる岩や赤いバッテリーに当たる・ペコドローンが投げてから3秒後に爆発する「ペコ爆弾」の爆風に巻き込まれるとダメージを受ける。回によっては以下のように爆弾の種類が変わり、爆風を受けるとダメージと共に以下のような状態異常が発生する。
- 電撃爆弾、プロペラ爆弾

一定時間電キャがその場で回転して移動不可能になる。
- 羅針盤爆弾

一定時間電キャの姿が消失する（照準はそのまま）。
- 時計爆弾

一定時間電キャがひよこの姿に変わり（グラフィックが小さくなる）、受けるダメージが3倍になる。
- サソリ爆弾

一定時間電キャが麻痺し、継続的なダメージを受ける。
ペコドローンと大きく引き離されてしまうと攻撃判定が発生する範囲が狭まるほか、ビームが当たるまでに時間がかかる。その場合には「金の電池」を集めることでニワトリ号がブーストし、ペコドローンに接近することができる。
ペコドローンが光を発し始めるとビームを吸収し、この間は攻撃しても逆に回復させてしまう。そのため、ペコドローンが光っていない間に攻撃する必要がある。
ペコドローンがダメージを受け続けてオーバーヒートを起こすと「クイズバリア」を張ってくる。選択問題は正解の選択肢を、間違い探しクイズは左右それぞれで違う箇所をそれぞれ5回ずつ撃つと壊すことができる。この間もエネルギーが無くなったらビームの結晶を集めてチャージしなければならなくなる。
ペコドローンの残り体力が僅かになったら、リモコンの青ボタンと黄ボタンを交互に連打することでてれび戦士にエネルギーを送れる。ペコドローンがアーカイブ星に到着する前にエネルギーが溜まれば、てれび戦士がデンリキ「カムカムエクスプロージョン」を発動させてペコドローンを破壊し、お宝を取り戻すことができミッションクリアとなる。午後6時52分にペコドローンがアーカイブ星に到着するとミッション失敗となる。ただし、例外としてアーカイブ星に辿り着く前か直後にお宝を落としたり壊れてしまう場合もある。アーカイブ星に保存されても時間が余っている場合、電空ストームが発生してコンテナの中へ入れる。
2学期以降は「電空の街を探索ぽよ!」よりも先に行われることもある。

### アーカイブ星に保存された宝を取り戻す
2022年度生放送企画。既にお宝がアーカイブ星に保存されている状態で電空ストームが発生し、アーカイブ星のコンテナのロックが外れたところから始まる。
電空を探索だぽよ!
ルールは2020年度の「電空の街を探索ぽよ!」と同じ。
立ちはだかるペコガーディアンを倒せ！
ルールは「立ちはだかるモンスターを倒すぽよ!」と同じ。正解率が50%を超えていた場合、決定ボタンを連打して攻撃が出来る。ペコガーディアンの体力がゼロになったらデンリキ、もしくはライリキを発動させ、ペコガーディアンを破壊し、お宝を取り戻してミッションクリアとなる。

### 2020年度詳細
| 放送日          | テーマ                                | てれび戦士              | 電空の住人(太字はバグモンスター化した個体)                                    | サポートエンジ            |
| --------------- | ------------------------------------- | ----------------------- | ----------------------------------------------------------------------------- | ------------------------- |
| 2020年 05月28日 | #01 デントリールーム情報セキュリティ  | 坂上悠真 筧礼           | ナビミ、ナビヒコ （声：阿澄佳奈）                                             |                           |
| 2020年 06月04日 | #02 超原宿東京都渋谷区原宿            | 梅田芹奈 ギュナイ滝美   | セピ夫、セピ夫の祖父 （声：酒巻光宏）                                         |                           |
| 2020年 06月18日 | #03 超宇都宮栃木県宇都宮市            | 佐々木ゆら 稲毛眞生     | ギョージ、ユデキチ、ヤキオ、餃子のビーナス （声：太田哲治）                   |                           |
| 2020年 07月09日 | #04 超軽井沢長野県軽井沢町            | マウスソニア 大谷紅緒   | ヨーコ、ビッグ・サム、カパスケ （声：西山宏太朗）                             | 小島よしお                |
| 2020年 07月16日 | #05 超神戸兵庫県神戸市                | 冨士原生 谷川理音       | コベタ、コベロー （声：三宅貴大）                                             | 安藤なつ                  |
| 2020年 09月10日 | #06 超大間青森県大間町                | 溝口元太 坂上悠真       | ツナオ、マグジロー、巨大マグロ                                                | 安藤なつ                  |
| 2020年 09月24日 | #07 超別府大分県別府市                | 阿比留照太 筧礼         | ベプコ、ベプマル、ミスエンマー、門番 （声：柴田芽衣）                         | 小島よしお                |
| 2020年 10月15日 | #08 超種子島鹿児島県種子島            | 佐々木ゆら マウスソニア | タネス、タネーリン （声：川野剛稔）                                           | 安藤なつ                  |
| 2020年 10月29日 | #09 超浜松静岡県浜松市                | 冨士原生 稲毛眞生       | ハマイチロウ、ロボ社長 （声：細谷カズヨシ）                                   | 小島よしお                |
| 2020年 11月19日 | #10 超仙台宮城県仙台市                | 松尾そのま ギュナイ滝美 | マキムネ、カマタダ （声：河本邦弘）                                           | 冨士原生 安藤なつ         |
| 2020年 12月10日 | #11 超鳥取鳥取県鳥取市                | 梅田芹奈 大谷紅緒       | ヨダキー、ガーニー、イナバ （声：駒田航）                                     | 安藤なつ                  |
| 2021年 01月14日 | #12 超大阪大阪府大阪市                | 阿比留照太 谷川理音     | アホタ、ボケだおれ人形、アホウダコ、タコハチ （声：岡本幸輔）                 | 小島よしお インディアンス |
| 2021年 02月04日 | #13 超新潟新潟県新潟市                | 溝口元太 松尾そのま     | カカシ、イネキチ、ヨネジロウ （声：三木眞一郎）                               | 小島よしお                |
| 2021年 02月25日 | #14 超チコシティチコちゃんに叱られる! | 佐々木ゆら 冨士原生     | チコちゃん（声：木村祐一） チコちゃんファンクラブの会長、チロ（声：新田杏樹） | 小島よしお                |

### 2021年度詳細
| 放送日          | テーマ                                           | てれび戦士              | 電空の住人                                                                    |
| --------------- | ------------------------------------------------ | ----------------------- | ----------------------------------------------------------------------------- |
| 2021年 04月08日 | #15 超ひらめき研究所トーマス・エジソン           | 大谷紅緒 筧礼           | マネソン （声：佐々木啓夫）                                                   |
| 2021年 04月22日 | #16 超アニメーションスタジオウォルト・ディズニー | 梅田芹奈 布施麻理亜     | デンズニー （声：園部啓一）                                                   |
| 2021年 05月13日 | #17 超ファッションシティココ・シャネル           | マウスソニア 香月萌衣   | デコ・チャネル、モデルさん （声：赤﨑千夏）                                   |
| 2021年 05月27日 | #18 超ロマンスター号クリストファー・コロンブス   | 坂上悠真 勅使河原空     | コロ、船員 （声：羽多野渉）                                                   |
| 2021年 06月17日 | #19 超朝ドラシティ連続テレビ小説                 | 大谷紅緒 稲毛眞生       | エール、おちょやん、あまちゃん （声：柚木涼香）                               |
| 2021年 07月08日 | #20 超銀河鉄道宮沢賢治「銀河鉄道の夜」           | 溝口元太 ギュナイ滝美   | ジョデンニ、学者 （声：神尾晋一郎）                                           |
| 2021年 09月09日 | #21 超レフト飛行場ライト兄弟                     | 阿比留照太 布施麻理亜   | レフト兄妹 （声：青山玲菜）                                                   |
| 2021年 09月30日 | #22 超ピラミッドツタンカーメン                   | 筧礼 松尾そのま         | ツルンカーメン、デンジー・ジョーンズ、超スフィンクス （声：青山玲菜）         |
| 2021年 10月21日 | #23 超アートシティバンクシー                     | 梅田芹奈 香月萌衣       | 市長、デンクシー （声：ランズベリー・アーサー）                               |
| 2021年 11月11日 | #24 超診療所エドワード・ジェンナー               | マウスソニア 勅使河原空 | デンナー、ムスコ、免疫戦士 （声：森千晃）                                     |
| 2021年 12月02日 | #25 超火星イーロン・マスク                       | ギュナイ滝美 阿比留照太 | イーデン・タスク、クローン （声：武内駿輔）                                   |
| 2021年 12月16日 | #26 超ミステリートレインアーサー・コナン・ドイル | 稲毛眞生 松尾そのま     | デナン・コイル、ワトムラ （声：小田柿悠太）                                   |
| 2022年 01月20日 | #27 超深海ネモ船長                               | 坂上悠真 溝口元太       | キャプテン・レモ、チョウチンクジラ、タコ美、タコ美ベイビー （声：大久保瑠美） |
| 2022年 02月24日 | #28 昆虫研究室ファーブル昆虫記                   | 梅田芹奈 溝口元太       | デンブル （声：川島得愛）                                                     |

### 2022年度詳細
| 放送日          | テーマ                                     | デントリー              | 司会進行   | 電空の住人                                      |
| --------------- | ------------------------------------------ | ----------------------- | ---------- | ----------------------------------------------- |
| 2022年 04月07日 | #29 スイーツ研究室パティシエ               | 稲毛眞生 大谷紅緒       | 坂上悠真   | デコレーヌ （声：古賀葵）                       |
| 2022年 04月21日 | #30 デンキンマンションYouTuber HIKAKIN     | 勅使河原空 香月萌衣     | みやぞん   | デンキン （声：鵜澤正太郎）                     |
| 2022年 05月12日 | #31 マグロ研究室寿司職人                   | ギュナイ滝美 筧礼       | みやぞん   | にぎろう、ツナキチ （声：米内佑希）             |
| 2022年 05月26日 | #32 シュウペイの口の中歯と口の健康週間     | 布施麻理亜 松尾そのま   | 阿比留照太 | デンタル （声：比留間俊哉）                     |
| 2022年 06月16日 | #33 電空サファリパークシートン動物記       | マウスソニア 大谷紅緒   | みやぞん   | ズートン （声：関山美沙紀）                     |
| 2022年 07月07日 | #34 電空の織姫と彦星七夕                   | 勅使河原空 松尾そのま   | みやぞん   | オリヒメックス、ヒコボシックス （声：植竹香菜） |
| 2022年 09月08日 | #35 電空消防署防災の日 防災月間            | 筧礼 丸山煌翔           | みやぞん   | ケッシー （声：大井麻利衣）                     |
| 2022年 09月29日 | #36 超脳科学研究所アルフレッド・ノーベル   | 盛武美音 香月萌衣       | みやぞん   | ノウデル博士 （声：堀本等）                     |
| 2022年 10月20日 | #37 恐竜の化石発掘恐竜                     | マウスソニア 大野遥斗   | 小島よしお | デンジュラ博士 （声：豊口めぐみ）               |
| 2022年 11月17日 | #38 デンクー出版漫画                       | 坂上悠真 布施麻理亜     | 小島よしお | レンサイ （演：白石兼斗）                       |
| 2022年 12月08日 | #39 蒸気機関車デンイチ国鉄D51形蒸気機関車  | 大谷紅緒 盛武美音       | 小島よしお | デンイチ （声：三宅健太）                       |
| 2022年 12月22日 | #40 航空宇宙局サンタクロース               | 阿比留照太 丸山煌翔     | 小島よしお | デンタ、ベル （声：若井友希）                   |
| 2023年 02月09日 | #41 チョコレートジャングルバレンタインデー | 筧礼 大野遥斗           | みやぞん   | ココルン、デンジー （声：青山吉能）             |
| 2023年 03月02日 | #42 アーカイブ星 最終決戦アーカイブ        | マウスソニア 勅使河原空 | みやぞん   | アーカイブ星 （声：中尾隆聖）                   |

## 電空バトル

### 概要
テーマは「新・生放送！みんなが主役！てれび戦士とチームに」。
2020年9月3日に新たに始まった生放送形式。前述の「電空のバグを修復せよ」と交互に放送される。てれび戦士や茶の間戦士は唯一リアルアバターになる（ただしデンリキは禁止）。「電空アリーナ」と呼ばれる遊園地のような不思議な空間で、てれび戦士と茶の間戦士が2チーム（てれび戦士2人＋サポーターとなるリモート出演のエンジもしくは茶の間戦士）に分かれてバトルを行い、「モンロウ重工CEO」のロン・モンロウと「電空アリーナ総支配人」の向井慧（パンサー）の2人が進行を務める。ルールとしては2チームに分かれ、てれび戦士が同じゲームルールで戦う。また、ピクセルを使って、自分のチームを応援出来る（消費したピクセルは戻らない）。勝利したチームにはピクセルが送られ、敗北したチームは使用した分のピクセルが没収される（ルールや世界観は『大!天才てれびくん』の「大!木曜LIVE」に近い仕様）。最後に優勝したてれび戦士の電キャを模した「超フィギュア」が出現する。
2回目の9月17日に一部の仕様変更が行われた。以前は好きなてれび戦士を選択する仕様だったが、2回目からはチームセレクトで「○○チームと○○チーム」とどちらにどのてれび戦士が居るか分からない仕様になっており、チーム選択時間終了後にそのチームのてれび戦士が公開される(チームセレクト中はチームの人数も分からない状態となっている。)。
11回目となる2021年3月4日では団体戦となる「裏・電空アリーナ」が放送され、2021年度以降は優勝者にトロフィーが送られるようになった。また、2021年度のチーム分けは開始時に決定ボタンを押した時点でランダムに決定される。

### ゲーム一覧
超アイテムジェスチャー
アイテムセレクトで机の上に置いてあるアイテム（物）を茶の間戦士が選び、投票数が多かったアイテムがてれび戦士が使用するジェスチャーアイテムになる。その決められたアイテムでジェスチャーを行い、サポーターが解答する。更に30万ピクセルを送ると超ヒントが見られる。1分間に5問行い、正解数が多かったチームが勝利。
超ビヨンドバウンド
チームリーダーがバトルフィールド（マス）を移動しバケツにボールを入れるゲーム。最初に所持するボールは2つ。ボールを投げる際には、必ず1回だけ床にバウンドさせなければならない。サポーターがサイコロを振り出た目の数だけマス上を移動できる(色のついたマスのどこからでもボールを投げられる)。
おたすけカードを1つ選んで使うこともできる。茶の間戦士からの合計ピクセルが多いほどおたすけアイテムがより多く使えるカードが増える。また、自分のチームのチームリーダーがボールを投げている間メガホンを連打すると1プッシュ毎に1ピクセルを獲得できる。引き分けの場合は茶の間戦士の送った合計応援ピクセル数(初回)、サポーターのじゃんけん(2回目)、茶の間戦士がバケツを連打した数(3回目以降)で勝敗が決まる。
| アイテム名         | 詳細                      | 必要ピクセル |
| ------------------ | ------------------------- | ------------ |
| 相手にプレッシャー |                           | 50万         |
| マス+1             | 移動可能範囲が1マス増える | 100万        |
| ゴミ箱移動         |                           | 120万        |
| 玉+1               |                           | 150万        |
| 相手にディフェンス |                           | 300万        |
超電空ダッシュ
てれび戦士が選んだカードに書かれたお題をクリアしながらゴールを目指す。てれび戦士はマップを右から左に進む。カードは3択の中から1つを選び、これを3回行う。お題は「茶の間戦士が画面上をうろつくアイテムを規定数集める」「サポーターが指定された物を持ってきて見せる」「てれび戦士が指定された言葉を使いダジャレを言う」など。合計タイムの短いチームが勝利。
超オニギリツリリング
チームリーダーがバトルフィールド（マス）を移動しおにぎりを吊り上げるゲーム。サポーターがサイコロを振り出た目の数だけ移動可能。また、茶の間戦士がより多くピクセルを放出すればおたすけアイテムを入手可能。進んだ数のマス内で釣り竿をスローしおにぎりを獲得する。またおにぎりの裏面には得点が記載してあり、その合計点で勝敗が決まる。仕様は「超ビヨンドバウンド」と似ている。また、自分のチームのチームリーダーのチャレンジ中、メガホンを連打するとてれび戦士を応援でき、1プッシュ毎に1ピクセルを獲得できる。
第9回ではリメイクバージョンとなる超オニギリツリリング ヘビーバージョンが行われた。基本的なルールは通常時と同じ。こちらの釣り糸は蛇を模した形となっていておにぎりを釣りにくくなっているほか、茶の間戦士は相手チームの移動可能マスを連打すると、連打数の多い移動可能マスを消去できる。また、プレイ時間終了後にサポーターがサイコロを振り、その出目に応じた補正を受け最終得点が決定される。
第13回では超セイブツツリリングが行われた。基本的なルールと使えるおたすけカードは先述の「ヘビーバージョン」と同じだが、こちらは釣り上げる対象が動物名の書かれたカードや動物のぬいぐるみになっている。その動物の名前を読み上げることができれば記載されたポイントを獲得できる（カードに書かれている方は長く発音しにくい動物の名前となっている）。
| アイテム名         | 詳細                               | 必要ピクセル数 |
| ------------------ | ---------------------------------- | -------------- |
| 1マス追加          |                                    | 20万           |
| プレイ時間プラス   | 元のプレイ時間に+30秒追加される    | 50万           |
| SPアイテムゲット   | ゲームで有利なアイテムを獲得出来る | 70万           |
| 相手にディフェンス |                                    | 100万          |
| アイテム名         | 詳細                                                                        | 必要ピクセル数 |
| ------------------ | --------------------------------------------------------------------------- | -------------- |
| 1マス復活          | 相手チームの茶の間戦士に消去されたマスのうち、1つを選んで再び移動可能にする | 20万           |
| プレイ時間プラス   | 元のプレイ時間に+30秒追加される                                             | 50万           |
| マイナスをプラスに | 獲得したマイナス得点のおにぎりを、絶対値はそのままでプラス得点に変える      | 70万           |
| サイコロふり直し   | 最後のサイコロの出目が不利だった場合に使うと、もう一度サイコロを振り直せる  | 100万          |
超イッパツボウリング→超・ドキドキボウリング
チームリーダーがバトルフィールド（9x6のマス）に置かれたピンをボールで倒すゲーム。茶の間戦士ががバトルフィールド内でピンを設置する場所を決められる。投票数が多いほどマスにピンが設置されることになる。
サポーターが振ったサイコロで出た目の数のマスに移動し、そこからピンを倒してポイントを獲得する。投げられるボールは1回のみ。より多くのピンを倒したチームが勝利。
第6回以降では超・ドキドキボウリング名義で開催。チームリーダーがバトルフィールドに置かれたピンを倒すゲーム。ゲームルールは「超・イッパツボウリング」とほとんど同じ内容だが、使用するボールはこちらの方が大きい。
超・カサドッヂ
チームリーダーが体に取り付けた傘にボールが当たらないようかわすゲーム。サポーターがサイコロを振り、出た目の数×4だけチームリーダーが逃げられるマスが決まる。投げられるボールは5個まで。制限時間内に当たったボール数が少ない方が勝利。
茶の間戦士がピクセルを放出するとおたすけカードが手に入る。攻撃側（相手チーム）の茶の間戦士は相手チームのチームリーダーが逃げられる範囲のマスをリモコンで連打すると、連打数が多い移動可能マスを2×2の4マス単位で消去出来る。
| アイテム名            | 詳細                                 | 必要ピクセル |
| --------------------- | ------------------------------------ | ------------ |
| 自分のマスが4枚ふえる | 移動可能範囲に2×2の4マスが追加される | 30万         |
| 時間が5秒へる         |                                      | 80万         |
| 自分のマスが8枚ふえる |                                      | 100万        |
| シールドがつかえる    |                                      | 120万        |
超・電空カーリング
チームリーダーがバトルフィールド名にアイテムを滑らせ得点を得るゲーム。アイテムカードごとに規定数のピクセルが設定されていて、茶の間戦士が放出したピクセル量が規定された数を越えるとそのアイテムを使用可能となる。てれび戦士は使用可能になったアイテムのうち1つを選択する。チームリーダーが交互にアイテムを投げ、より多い得点を獲得したチームが勝利。
両チームのサポーターがじゃんけんをし、勝ったチームが先攻になる。
第16回では事前に「超・電空サバイバル」を行い、そこで獲得したコインの数によってどのアイテムが選べるかが変わる仕様となった。
| アイテム名       | コントロール | すべりやすさ | 大きさ | 必要ピクセル |
| ---------------- | ------------ | ------------ | ------ | ------------ |
| ティッシュ箱     | 3            | 3            | 2      | 10万         |
| 段ボール箱       | 2            | 2            | 5      | 30万         |
| アニマルスリッパ | 2            | 5            | 2      | 80万         |
| スニーカーの箱   | 4            | 3.5          | 3      | 100万        |
| アイテム名   | 必要コイン数 |
| ------------ | ------------ |
| 紙飛行機     | 0            |
| スリッパ     | 3            |
| ティッシュ箱 | 5            |
| 桶           | 10           |
超フリフリタマイレ
チームリーダーがバトルフィールドで玉入れに挑戦する。茶の間戦士が一定量のピクセルを送るとバトルフィールド上の既存のマスから更にマスが増やされ移動可能範囲が拡大する。玉1つを入れる度に1ポイントを獲得できる。投げたボールは再度使用する事は出来ない。サポーターは歩数計を振りより多くの歩数を出せれば歩数に応じたポイントが加算される。より多くのポイントを獲得したチームが勝利。
| 歩数     | 獲得ポイント |
| -------- | ------------ |
| 1～50歩  | 3ポイント    |
| 50～99歩 | 5ポイント    |
| 100歩～  | 10ポイント   |
超ワードメーカー
チームリーダーとサポーターが特定のひらがなを使って言葉を作るゲーム。バトルフィールドに並んでいるひらがなから茶の間戦士が好きなひらがなを選んで、一定量のピクセルを送るとそのひらがなを獲得出来る。サポーターやチームリーダーが答えを1つ答えるごとにポイントを獲得する。より多くのひらがなを獲得したチームが有利となる（゛付きの言葉は無い仕様）。より多くのポイントを獲得したチームが勝利。
超・リップ聖火リレー
チームリーダーが巨大リップクリームを模した筒の上に乗せたボールを落とさないようにゴールへ運ぶゲーム。途中チームリーダーが選んだカードに書かれたお題を茶の間戦士・チームリーダー・サポーターが協力しクリアしながら進む。お題をクリア出来なかった場合にはペナルティとして5マス戻らなくてはならない。カードは3択の中から1つを選び、これを3回行う。合計タイムの短いチームが勝利。
超・イシンデンシンファイブ
ゲーム開始時、茶の間戦士にアンケートを実施する。投票数が多い選択肢をチームリーダーとサポーターが予想し、見事ランキング1位を当てればポイントが獲得できる。ポイントの多いチームが勝利。
第11回（裏・電空アリーナ）では後述の「超プロファイリング」とミックスさせたような内容の「超・イシンデンシンHYPER」が開催された。ルールはほぼ同じだが、お題はチームリーダーのてれび戦士に関するものでありアンケートが実施されないほか、てれび戦士が解答を選択する際は4色に分かれた床の上に集まり、不正解だと下部に落下してしまう。
超・電空紙フト
『天才てれびくんMAX』の「紙フトタッチダウン」を模している。
アタッカーが投げた紙飛行機をディフェンスの妨害を掻い潜りレシーバーがキャッチするゲーム。レシーバーは予選でアタッカーのチームに負けたチームのチームリーダーが務める。最初に茶の間戦士はレシーバーとディフェンスの移動可能エリアをマスを連打し決定する。アタッカーの投げた紙飛行機がレシーバーの持った網の中に入れば50ポイント、後方にある籠に入れば100ポイント。ディフェンスは手に持ったうちわで扇いで風を起こすことで相手チームの紙飛行機を妨害できるが、紙飛行機とうちわが接触するとペナルティとして相手チームに30ポイントが入ってしまう。全部で3投行う。2投目終了後、サポーターは4種類のカードの中からアイテムを1つ選んで使用できる。合計獲得ポイント数がより多いチームが勝利。
第16回ではゲーム前に「フライトゲーム」が行われた。てれび戦士のアバターが飛行機に乗り、尾翼に乗ったてれび戦士（それぞれ元太、そのま）の指示を聞いて他のメンバーがコインを集めていく。岩や鳥に当たるとアバターが吹っ飛び一定時間操作不能になる。途中で出てくるクイズは茶の間戦士が答えを一定回数撃つと大量のコインが入手できる。また、「妨害タイム」では相手チームの茶の間戦士が決定ボタンを連打することで大量の鳥を送り込める。獲得したコインの合計によってゲーム開始直前に選べるアイテムが変わるが、所持コイン数を越えなければ複数のアイテムを購入することも可能。
| アイテム名            | 詳細                                                             |
| --------------------- | ---------------------------------------------------------------- |
| ポイント2倍           | 次のターンでポイントを獲得した場合、獲得できるポイントが倍増する |
| 金しばり              | ディフェンダーの移動可能範囲が2×1の2マス（初期状態）に縮小される |
| 紙飛行機+1            | 使える紙飛行機が1つ増える                                        |
| 100ポイントゴール移動 |                                                                  |
| アイテム名  | 詳細                                                             | 必要コイン数 |
| ----------- | ---------------------------------------------------------------- | ------------ |
| パネル+1列  | レシーバーの移動可能範囲が1列増える                              | 15           |
| 紙飛行機+1  | 使える紙飛行機が1つ増える                                        | 20           |
| 金しばり    | ディフェンダーの移動可能範囲が2×1の2マス（初期状態）に縮小される | 30           |
| ポイント2倍 | 次のターンでポイントを獲得した場合、獲得できるポイントが倍増する | 40           |
超磁石フィッシング
チームリーダーが磁石つきの釣竿で釣り上げたカードに書かれたお題をチーム全員が協力してクリアするゲーム。最初に茶の間戦士がピクセルを放出し、そのピクセル量に応じておたすけアイテムを選択する。カードは10ポイントと20ポイントがあり、カードの裏面に書かれたお題をクリアすると規定のポイントが入手可能。制限時間は1分半。獲得ポイント数の多いチームの勝利。引き分けの場合はサポーターのじゃんけんで決着が決まる。
| アイテム名       | 詳細 | 必要ピクセル |
| ---------------- | --- | ------------ |
| カードオープン   | カードを1枚めくり、開始前からお題を1つ知ることが出来る                                                  | 20万         |
| ゾーン+          | てれび戦士の移動可能範囲が拡大する                                                                      | 30万         |
| スペシャルロッド | 釣竿に付いた釣糸の長さが普通のものよりも短くなり、カードを釣りやすくなる                                | 60万         |
| 手づかみ         | カードを1枚選び手掴みしてそのカードを釣り上げたことになり、ゲーム開始直後からそのお題にチャレンジ出来る | 80万         |
超プロファイリング
質問に対するゲストの答えを予想するゲーム。収録前にゲスト（てれび戦士1名）は質問の答えを用意している。チームリーダーは最初に6種類あるカードに書かれたお題の中から1つ選ぶ。お題に対するゲストが選んだ答えをてれび戦士・サポーター・茶の間戦士が予想する。茶の間戦士は多数決で答えを決定する。それぞれが正解すれば10ポイント。合計ポイント数が多いチームが勝利。
超・けん玉チャレンジ
てれび戦士がけん玉に挑戦するゲーム。両方のチームリーダーであるてれび戦士が指定されたけん玉の技に同時に挑み、成功すると10ポイントを獲得できる。また、茶の間戦士が10万ピクセルを送ると更に難しいお題のボーナスステージに挑戦でき、成功できれば30ポイントを獲得できる。合計ポイント数の多いチームが勝利。
超・電空サバイバル
てれび戦士達がアバターを操作し、バトルフィールドから落ちないように生き残るゲーム。茶の間戦士は最初に両チーム合計で何人残るかを予想する。その後1分間てれび戦士はアバターを操作し、バトルフィールドで起こる攻撃をかわしていく。一定時間で消えるバトルフィールドの端の部分にいる・ゴリラに弾き飛ばされる・爆弾の爆風に巻き込まれる・アバターに向かって走ってくるペンギンの群れに轢かれる・竜巻に巻き込まれるなどして、バトルフィールドから落下したり吹き飛ばされたりしたてれび戦士は脱落。最後まで残ったてれび戦士の数と、予想が当たった茶の間戦士の数に応じてチームにポイントが加算される。
以降の「裏・電空アリーナ」で行われるチーム戦では、各ゲームの予選としてこのゲームが行われ、成績が優秀であればこの後行われるゲームでも有利となるルールになっている。
超セイブツメクリー
茶の間戦士がパネルをめくってチームリーダーとサポーターが当てるゲーム。めくりたいパネルを連打し、規定数に達するとそのパネルの絵柄が出てくる。答えは動物に統一されている。正解数の多いチームが勝利。
第15回ではリメイクバージョンの超メクメクメクリーが行われた。基本的なルールはほぼ同じだが、答えは動物以外のものからも出題される。
超リミットアート
チームリーダーが短時間で描いた絵を茶の間戦士が当てるゲーム。まずてれび戦士がカードを引き、書かれているお題を1周目は5秒、2周目は3秒で描く。1周目は茶の間戦士が4択から、2周目はサポーターが解答する。
超デンクーイーツ
てれび戦士が指定されたアイテムをゴールまで運ぶゲーム。開始前に茶の間戦士がお盆・岡持の「キャリーアイテム」を、サポーターがラーメン・ピザ・ジュースの「デリバリーアイテム」を1つずつ選ぶ。なお、デリバリーアイテムが両チームで被った場合はじゃんけんで勝った側が使用できる。
挑戦するてれび戦士はマップの右上からスタートし、緑エリア・ピンクエリアを経由した後右下にあるゴールを目指す。チャレンジ中、相手チームの茶の間戦士は「オジャマアイテム」を置いててれび戦士を妨害できる。オジャマアイテムが置かれたマスには入れなくなる。また、味方チームの茶の間戦士はマスを連打することでエリアを拡大できる。運んだデリバリーアイテムの多いチームが勝利。2学期から相手チームの茶の間戦士は特定のマスを連打して合計50万回に到達することでオジャマーミッションを発動させることができる。
超電空オオギリ
超電空ミュージック
下記「超ダンス」を対決形式にアレンジしたゲーム。茶の間戦士はゲーム中に流れる歌に合わせてタイミングよくボタンを押していき（流れる歌は毎回変わる）、「すばらしい」の合計回数が多いチームにポイントが入る。その間てれび戦士とサポーターは毎回違ったチャレンジを行い、成績に応じてポイントが入る。
超ダンス
2021年度まで最後に行われていたゲーム。その回で優勝したてれび戦士がスタジオの中央で踊る。「Let's」や「YOU」の特別生放送の最終ミッションに相当する内容。番組主題歌「ハローハロー」に合わせてタイミングよくボタンを押していく。「Let's」や「YOU」の場合使用するボタンは決定ボタンのみだったが、こちらは十字ボタンと4色ボタンを指定された順番で押さなければならない。その代わりある程度リズムは無視してもピクセルは入る。ボタンを押すと画面の左下で決勝で選んだてれび戦士の電キャが踊ると共に成績が表示される。

### #01 金魚ラウンド
- 放送日：2020年09月03日
- エリア：超キンギョ

| チーム   | リーダー     | サポーター    |
| -------- | ------------ | ------------- |
| ギュナイ | ギュナイ滝美 | 茶の間 北海道 |
| ユラ     | 佐々木ゆら   | 茶の間 愛知県 |
| ユウマ   | 坂上悠真     | 茶の間 静岡県 |
| ゲンタ   | 溝口元太     | チャンカワイ  |

|      | ゲーム                  | チーム   | 結果           |
| ---- | ----------------------- | -------- | -------------- |
| 1    | 超アイテム ジェスチャー | ギュナイ | 3問 ラケット   |
| 1    | 超アイテム ジェスチャー | ユラ     | 1問 トロフィー |
| 2    | 超ビヨンド バウンド     | ユウマ   | 0個 ピクセル多 |
| 2    | 超ビヨンド バウンド     | ゲンタ   | 0個 ピクセル少 |
| 決勝 | 超電空 ダッシュ         | ギュナイ | 1:44.22        |
| 決勝 | 超電空 ダッシュ         | ユウマ   | 1:26.40        |

- 優勝：ユウマチーム
- 出典：[* 6]

### #02 オニギリラウンド
- 放送日：2020年09月17日
- エリア：超オニギリ

| チーム   | リーダー     | サポーター    |
| -------- | ------------ | ------------- |
| ソニア   | マウスソニア | 茶の間 埼玉県 |
| セリナ   | 梅田芹奈     | 茶の間 福岡県 |
| マウナ   | 稲毛眞生     | 茶の間 岐阜県 |
| ショウタ | 阿比留照太   | チャンカワイ  |

|      | ゲーム                  | チーム   | 結果       |
| ---- | ----------------------- | -------- | ---------- |
| 1    | 超アイテム ジェスチャー | ソニア   | 2問 ほうき |
| 1    | 超アイテム ジェスチャー | セリナ   | 4問 ザル   |
| 2    | 超オニギリ ツリリング   | マウナ   | 0290       |
| 2    | 超オニギリ ツリリング   | ショウタ | 0030       |
| 決勝 | 超イッパツ ボウリング   | マウナ   | 先攻 2本   |
| 決勝 | 超イッパツ ボウリング   | セリナ   | 後攻 1本   |

- 優勝：マウナチーム
- 出典：[* 8]

### #03 超カサラウンド
- 放送日：2020年10月08日
- エリア：超カサ

| チーム   | リーダー   | サポーター      |
| -------- | ---------- | --------------- |
| レイ     | 筧礼       | 茶の間 神奈川県 |
| ベニオ   | 大谷紅緒   | 茶の間 静岡県   |
| ショウタ | 阿比留照太 | 茶の間 沖縄県   |
| リオン   | 谷川理音   | チャンカワイ    |

|      | ゲーム              | チーム   | 結果      |
| ---- | ------------------- | -------- | --------- |
| 1    | 超電空 ダッシュ     | レイ     | 1:52.24   |
| 1    | 超電空 ダッシュ     | ベニオ   | 1:54.14   |
| 2    | 超・カサドッジ      | ショウタ | 2個       |
| 2    | 超・カサドッジ      | リオン   | 1個       |
| 決勝 | 超・電空 カーリング | ベニオ   | 先攻 0030 |
| 決勝 | 超・電空 カーリング | リオン   | 後攻 0040 |

- 優勝：リオンチーム
- 出典：[* 10]

### #04 超ウシラウンド
- 放送日：2020年10月22日
- エリア：超ウシ

| チーム   | リーダー   | サポーター    |
| -------- | ---------- | ------------- |
| ベニオ   | 大谷紅緒   | 茶の間 千葉県 |
| ゲンタ   | 溝口元太   | 茶の間 東京都 |
| ショウタ | 阿比留照太 | 茶の間 埼玉県 |
| イク     | 冨士原生   | チャンカワイ  |

|      | ゲーム                  | チーム   | 結果                             |
| ---- | ----------------------- | -------- | -------------------------------- |
| 1    | 超ワード メーカー       | ベニオ   | 先攻 7個                         |
| 1    | 超ワード メーカー       | ゲンタ   | 後攻 4個                         |
| 2    | 超アイテム ジェスチャー | ショウタ | おもちゃのハンマー 4問 サイコロ2 |
| 2    | 超アイテム ジェスチャー | イク     | 水てっぽう 4問 サイコロ3         |
| 決勝 | 超フリフリ タマイレ     | ベニオ   | 15ポイント                       |
| 決勝 | 超フリフリ タマイレ     | イク     | 29ポイント                       |

- 優勝：イクチーム
- 出典：[* 12]

### #05 超リップクリームラウンド
- 放送日：2020年11月12日
- エリア：超リップクリーム

| チーム   | リーダー     | サポーター    |
| -------- | ------------ | ------------- |
| セリナ   | 梅田芹奈     | 茶の間 茨城県 |
| マウナ   | 稲毛眞生     | 茶の間 岐阜県 |
| ギュナイ | ギュナイ滝美 | 茶の間 三重県 |
| ユウマ   | 坂上悠真     | チャンカワイ  |

|      | ゲーム                | チーム   | 結果             |
| ---- | --------------------- | -------- | ---------------- |
| 1    | 超・ビヨンド バウンド | セリナ   | 0個 じゃんけん勝 |
| 1    | 超・ビヨンド バウンド | マウナ   | 0個 じゃんけん負 |
| 2    | 超・リップ 聖火リレー | ギュナイ | 2:28.13          |
| 2    | 超・リップ 聖火リレー | ユウマ   | 2:04.62          |
| 決勝 | 超・電空 カーリング   | ユウマ   | 後攻 0090        |
| 決勝 | 超・電空 カーリング   | セリナ   | 先攻 0060        |

- 優勝：ユウマチーム
- 出典：[* 14]

### #06 超カニラウンド
- 放送日：2020年11月26日
- エリア：超カニ
- 支配人代理：チャンカワイ

| チーム | リーダー     | サポーター    |
| ------ | ------------ | ------------- |
| ユラ   | 佐々木ゆら   | 茶の間 岐阜県 |
| ソニア | マウスソニア | 茶の間 茨城県 |
| レイ   | 筧礼         | 茶の間 福岡県 |
| リオン | 谷川理音     | 向井慧        |

|      | ゲーム                      | チーム | 結果         |
| ---- | --------------------------- | ------ | ------------ |
| 1    | 超・ワード メーカー         | ユラ   | 先攻 5個     |
| 1    | 超・ワード メーカー         | ソニア | 後攻 4個     |
| 2    | 超・イシンデンシン ファイブ | レイ   | 0P サイコロ1 |
| 2    | 超・イシンデンシン ファイブ | リオン | 0P サイコロ2 |
| 決勝 | 超・ドキドキ ボウリング     | リオン | 先攻 5本     |
| 決勝 | 超・ドキドキ ボウリング     | ユラ   | 後攻 4本     |

- 優勝：リオンチーム
- 出典：[* 16]

### #07 超バスケットボールラウンド
- 放送日：2020年12月17日
- エリア：超バスケットボール

| チーム   | リーダー     | サポーター    |
| -------- | ------------ | ------------- |
| ギュナイ | ギュナイ滝美 | 茶の間 山形県 |
| ゲンタ   | 溝口元太     | 茶の間 静岡県 |
| セリナ   | 梅田芹奈     | 茶の間 東京都 |
| チャン   | チャンカワイ | 松尾そのま    |

|      | ゲーム                  | チーム   | 結果         |
| ---- | ----------------------- | -------- | ------------ |
| 1    | 超・ビヨンド バウンド   | ギュナイ | 0006         |
| 1    | 超・ビヨンド バウンド   | ゲンタ   | 0005         |
| 2    | 超アイテム ジェスチャー | セリナ   | 4問 スケボー |
| 2    | 超アイテム ジェスチャー | チャン   | 2問 スケボー |
| 決勝 | 超・電空 紙フト         | ギュナイ | 0050         |
| 決勝 | 超・電空 紙フト         | セリナ   | 0150         |

- 優勝：セリナチーム
- 出典：[* 18]

### #08 超磁石ラウンド
- 放送日：2021年01月07日
- エリア：超ジシャク

| チーム | リーダー     | サポーター    |
| ------ | ------------ | ------------- |
| セリナ | 梅田芹奈     | 茶の間 北海道 |
| イク   | 冨士原生     | 茶の間 兵庫県 |
| ソニア | マウスソニア | 茶の間 長野県 |
| ベニオ | 大谷紅緒     | チャンカワイ  |

|      | ゲーム                    | チーム | 結果             |
| ---- | ------------------------- | ------ | ---------------- |
| 1    | 超・磁石 フィッシング     | セリナ | 40P じゃんけん勝 |
| 1    | 超・磁石 フィッシング     | イク   | 40P じゃんけん負 |
| 2    | 超・電空 プロファイリング | ソニア | 00P              |
| 2    | 超・電空 プロファイリング | ベニオ | 20P              |
| 決勝 | 超・電空 カーリング       | ベニオ | 後攻 0040        |
| 決勝 | 超・電空 カーリング       | セリナ | 先攻 0020        |

- 優勝：ベニオチーム
- 出典：[* 19]

### #09 超ヘビラウンド
- 放送日：2021年01月28日
- エリア：超ヘビ

| チーム | リーダー   | サポーター    |
| ------ | ---------- | ------------- |
| マウナ | 稲毛眞生   | 茶の間 福岡県 |
| イク   | 冨士原生   | 茶の間 東京都 |
| レイ   | 筧礼       | 茶の間 埼玉県 |
| ユラ   | 佐々木ゆら | チャンカワイ  |

|      | ゲーム                              | チーム | 結果         |
| ---- | ----------------------------------- | ------ | ------------ |
| 1    | 超・イシンデンシン ファイブ         | マウナ | 1P サイコロ3 |
| 1    | 超・イシンデンシン ファイブ         | イク   | 1P サイコロ6 |
| 2    | 超フリフリ タマイレ                 | レイ   | 0024         |
| 2    | 超フリフリ タマイレ                 | ユラ   | 0030         |
| 決勝 | 超オニギリツリリング ヘビバージョン | イク   | 0040         |
| 決勝 | 超オニギリツリリング ヘビバージョン | ユラ   | 0000         |

- 優勝：イクチーム
- 出典：[* 21]

### #10 超ケンダマラウンド
- 放送日：2021年02月18日
- エリア：超ケンダマ

| チーム | リーダー   | サポーター      |
| ------ | ---------- | --------------- |
| ユラ   | 佐々木ゆら | 茶の間 神奈川県 |
| ベニオ | 大谷紅緒   | 谷川理音        |
| レイ   | 筧礼       | 茶の間 埼玉県   |
| ゲンタ | 溝口元太   | チャンカワイ    |

|      | ゲーム                | チーム | 結果 |
| ---- | --------------------- | ------ | ---- |
| 1    | 超・けん玉 チャレンジ | ユラ   | 0070 |
| 1    | 超・けん玉 チャレンジ | ベニオ | 0040 |
| 2    | 超ワード メーカー     | レイ   | 0120 |
| 2    | 超ワード メーカー     | ゲンタ | 0090 |
| 決勝 | 超・電空 紙フト       | レイ   | 0050 |
| 決勝 | 超・電空 紙フト       | ユラ   | 0100 |

- 優勝：ユラチーム
- 出典：[* 23]

### #11 超特別ラウンド
- 本放送：2021年03月04日
- 再放送：2021年04月01日
- エリア：超ウチワ / 裏電空アリーナ
- 裏電空アリーナ進行：チャンカワイ
- 支配人アシスタント：谷川理音

|          | ユラ                                             | イク                                             |
| -------- | ------------------------------------------------ | ------------------------------------------------ |
| リーダー | 佐々木ゆら                                       | 冨士原生                                         |
| 裏電空   | 梅田芹奈 坂上悠真 マウスソニア 稲毛眞生 大谷紅緒 | 溝口元太 阿比留照太 ギュナイ滝美 筧礼 松尾そのま |

| ゲーム                  | ユラ | イク |
| ----------------------- | ---- | ---- |
| 超・電空サバイバル      | 0020 | 0030 |
| 超・イシンデンシンHYPER | 0050 | 0050 |
| 超・電空紙フト          | 0100 | 0100 |
| じゃんけん              | 負け | 勝ち |

- 優勝：イクチーム
- 備考
2020年度最後の生放送。スタジオ出演した佐々木ゆら、冨士原生、谷川理音の3人は、てれび戦士を2020年度末で卒業した。
- 出典：[* 25]

### #12 超バケツラウンド
- 放送日：2021年04月15日
- エリア：超バケツ / 裏電空アリーナ
- 裏電空アリーナ進行：チャンカワイ

|          | セリナ                                             | ゲンタ                                             |
| -------- | -------------------------------------------------- | -------------------------------------------------- |
| リーダー | 梅田芹奈                                           | 溝口元太                                           |
| 裏電空   | 坂上悠真 マウスソニア 稲毛眞生 大谷紅緒 布施麻理亜 | 阿比留照太 ギュナイ滝美 筧礼 勅使河原空 松尾そのま |

| ゲーム               | セリナ | ゲンタ |
| -------------------- | ------ | ------ |
| 超・ビヨンドバウンド | 010    | 010    |
| 超・電空ダッシュ     | 020    | 020    |
| 超・電空カーリング   | 040    | 080    |
| 最終結果             | 070    | 110    |

- 優勝：ゲンタチーム
- 出典：[* 27]

### #13 ダーウィンが来た!コラボレーション 超ライオンラウンド
- 放送日：2021年04月29日
- エリア：超ライオン
- ゲスト：ヒゲじい（声：龍田直樹）
- てんカケ：『ダーウィンが来た!』『未来へ17action』

| チーム   | リーダー     | サポーター    |
| -------- | ------------ | ------------- |
| ソニア   | マウスソニア | 茶の間 愛知県 |
| ショウタ | 阿比留照太   | 溝口元太      |
| ソノマ   | 松尾そのま   | 茶の間 京都府 |
| マウナ   | 稲毛眞生     | チャンカワイ  |

|      | ゲーム                  | チーム   | 結果                 |
| ---- | ----------------------- | -------- | -------------------- |
| 1    | 超セイブツ メクリー     | ソニア   | 040 サイコロ5        |
| 1    | 超セイブツ メクリー     | ショウタ | 040 サイコロ3        |
| 2    | 超アイテム ジェスチャー | ソノマ   | 3問 ほうき サイコロ6 |
| 2    | 超アイテム ジェスチャー | マウナ   | 3問 ほうき サイコロ1 |
| 決勝 | 超セイブツ ツリリング   | ソニア   | 150                  |
| 決勝 | 超セイブツ ツリリング   | ソノマ   | 120                  |

- 優勝：ソニアチーム
- 出典：[* 29]

### #14 超フデラウンド
- 放送日：2021年05月20日
- エリア：超フデ
- 関連企画：『天才てれびくん the STAGE〜バック・トゥ・ザ・ジャングル〜』

| チーム                | スタジオ   | サポーター   |
| --------------------- | ---------- | ------------ |
| てれび戦士            | 阿比留照太 | チャンカワイ |
| てれび戦士            | 梅田芹奈   | 筧礼         |
| レジェンド てれび戦士 | 矢部昌暉   | 長江崚行     |
| レジェンド てれび戦士 | 伊倉愛美   | 千葉一磨     |

| ゲーム           | てれび戦士 | レジェンド |
| ---------------- | ---------- | ---------- |
| 超リミットアート | 020        | 010        |
| 超ワードメーカー | 090        | 080        |
| 超電空紙フト     | 150        | 150        |
| 最終結果         | 260        | 240        |

- 優勝：てれび戦士チーム
- 出典：[* 31]

### #15 超ピザラウンド
- 放送日：2021年06月10日
- エリア：超ピザ

| チーム | リーダー   | サポーター    |
| ------ | ---------- | ------------- |
| ユウマ | 坂上悠真   | 茶の間 静岡県 |
| セリナ | 梅田芹奈   | ギュナイ滝美  |
| ソラ   | 勅使河原空 | 茶の間 新潟県 |
| メイ   | 香月萌衣   | チャンカワイ  |

|      | ゲーム                  | チーム | 結果   |
| ---- | ----------------------- | ------ | ------ |
| 1    | 超デンクー イーツ       | ユウマ | 005    |
| 1    | 超デンクー イーツ       | セリナ | 011    |
| 2    | 超メクメク メクリー     | ソラ   | 000    |
| 2    | 超メクメク メクリー     | メイ   | 040    |
| 決勝 | 超・ドキドキ ボウリング | セリナ | 2本 GP |
| 決勝 | 超・ドキドキ ボウリング | メイ   | 2本    |

- 優勝：セリナチーム
- 出典：[* 33]

### #16 超ヒコウキラウンド
- 放送日：2021年07月15日
- エリア：超ヒコウキ / 裏電空アリーナ
- 支配人アシスタント：梅田芹奈
- 裏電空アリーナ進行：チャンカワイ

|          | ギュナイ                                           | ショウタ                                     |
| -------- | -------------------------------------------------- | -------------------------------------------- |
| リーダー | ギュナイ滝美                                       | 阿比留照太                                   |
| 裏電空   | 溝口元太 マウスソニア 大谷紅緒 布施麻理亜 香月萌衣 | 坂上悠真 稲毛眞生 筧礼 勅使河原空 松尾そのま |

| ゲーム           | ギュナイ | ショウタ |
| ---------------- | -------- | -------- |
| 超電空紙フト     | 000      | 100      |
| 超リミットアート | 060      | 030      |
| 超電空カーリング | 130      | 040      |
| 最終結果         | 190      | 170      |

- 優勝：ギュナイチーム
- 出典：[* 36]

### #17 超オシャレラウンド
- 放送日：2021年10月07日
- エリア：超オシャレ

|          | マリア       | ユウマ     |
| -------- | ------------ | ---------- |
| スタジオ | チャンカワイ | 小島よしお |
| リモート | 布施麻理亜   | 坂上悠真   |

| ゲーム           | マリア | ユウマ |
| ---------------- | ------ | ------ |
| 超リミットアート | 010    | 010    |
| 超ワードメーカー | 070    | 090    |
| 超電空チャレンジ | 020    | 040    |
| 最終結果         | 100    | 140    |

- 優勝：ユウマチーム
- 出典：[* 39]

### #18 超カミヒコウキラウンド
- 本放送：2021年10月28日
- 再放送：2022年01月13日
- エリア：超カミヒコウキ / 裏電空アリーナ

|          | ベニオ                                        | マウナ                                        |
| -------- | --------------------------------------------- | --------------------------------------------- |
| スタジオ | 田渕章裕                                      | チャンカワイ                                  |
| リーダー | 大谷紅緒                                      | 稲毛眞生                                      |
| リモート | 阿比留照太 筧礼 茶の間 神奈川県 茶の間 三重県 | 溝口元太 香月萌衣 茶の間 兵庫県 茶の間 宮城県 |

| ゲーム           | ベニオ | マウナ |
| ---------------- | ------ | ------ |
| 超電空オオギリ   | 090    | 150    |
| 超電空紙フト     | 000    | 050    |
| 超デンクーイーツ | 040    | 080    |
| 最終結果         | 130    | 280    |

- 優勝：マウナチーム
- 出典：[* 41]

### #19 超ズケイラウンド
- 放送日：2021年11月18日
- エリア：超ズケイ

|            | ギュナイ     | ソラ         |
| ---------- | ------------ | ------------ |
| リーダー   | ギュナイ滝美 | 勅使河原空   |
| サポーター | 竹内まなぶ   | チャンカワイ |

| ゲーム             | ギュナイ | ソラ |
| ------------------ | -------- | ---- |
| 超ズケイアート     | 040      | 060  |
| 超ビヨンドバウンド | 090      | 060  |
| 超電空カーリング   | 100      | 150  |
| 最終結果           | 230      | 270  |

- 優勝：ソラチーム
- 出典：[* 43]

### #20 超フウセンラウンド
- 放送日：2021年12月09日
- エリア：超フウセン

| チーム | リーダー     | サポーター    |
| ------ | ------------ | ------------- |
| ユウマ | 坂上悠真     | 茶の間 京都府 |
| ゲンタ | 溝口元太     | 茶の間 滋賀県 |
| マリア | 布施麻理亜   | 茶の間 徳島県 |
| ソニア | マウスソニア | 茶の間 福島県 |

|      | ゲーム                   | チーム | 結果 |
| ---- | ------------------------ | ------ | ---- |
| 1    | 超バルバル バルーン      | ユウマ | 054  |
| 1    | 超バルバル バルーン      | ゲンタ | 055  |
| 2    | 超・イシンデンシン HYPER | マリア | 050  |
| 2    | 超・イシンデンシン HYPER | ソニア | 070  |
| 決勝 | 超オニギリ ツリリング    | ゲンタ | 100  |
| 決勝 | 超オニギリ ツリリング    | ソニア | 250  |

- 優勝：ソニアチーム
- 出典：[* 45]

### #21 超クリスマスラウンド
- 放送日：2021年12月23日
- エリア：超クリスマス

|            | てれび戦士    | みやぞん              |
| ---------- | ------------- | --------------------- |
| スタジオ   | 梅田芹奈 筧礼 | みやぞん チャンカワイ |
| サポーター | 茶の間 栃木県 |                       |

| ゲーム           | てれび戦士 | みやぞん |
| ---------------- | ---------- | -------- |
| 超電空ボックス   | 030        | 030      |
| 超電空チャレンジ | 090        | 060      |
| 超電空カーリング | 100        | 150      |
| 最終結果         | 220        | 240      |

- 優勝：みやぞんエンジチーム
- 出典：[* 47]

### #22 超カラフルラウンド
- 放送日：2022年02月10日
- エリア：超カラフル / 裏電空アリーナ

|          | ソラ                                              | マリア                                        |
| -------- | ------------------------------------------------- | --------------------------------------------- |
| スタジオ | 勅使河原空 津田篤弘                               | 布施麻理亜 チャンカワイ                       |
| 裏電空   | ギュナイ滝美 稲毛眞生 茶の間 埼玉県 茶の間 千葉県 | 溝口元太 香月萌衣 茶の間 長野県 茶の間 石川県 |

| ゲーム           | ソラ | マリア |
| ---------------- | ---- | ------ |
| 超電空チャレンジ | 030  | 060    |
| 超電空パネリング | 000  | 000    |
| 超電空紙フト     | 050  | 100    |
| 最終結果         | 080  | 160    |

- 優勝：マリアチーム
- 出典：[* 50]

### #23 超カーリングラウンド
- 本放送：2022年03月03日
- 再放送：2022年03月31日
- エリア：超カーリング

|          | セリナ                                             | ゲンタ                                             |
| -------- | -------------------------------------------------- | -------------------------------------------------- |
| リーダー | 梅田芹奈                                           | 溝口元太                                           |
| 参謀     | 香月萌衣                                           | チャンカワイ                                       |
| リモート | 坂上悠真 マウスソニア 稲毛眞生 大谷紅緒 布施麻理亜 | 阿比留照太 ギュナイ滝美 筧礼 勅使河原空 松尾そのま |

| ゲーム                  | セリナ | ゲンタ |
| ----------------------- | ------ | ------ |
| 超・イシンデンシンHYPER | 010    | 020    |
| 超電空パネリング        | 010    | 000    |
| 超電空カーリング        | 030    | 100    |
| 最終結果                | 050    | 120    |

- 優勝：ゲンタチーム
- 出典：[* 52]

### #24 1stラウンド
- 放送日：2022年04月14日

|          | ギュナイ                  | ショウタ            |
| -------- | ------------------------- | ------------------- |
| スタジオ | ギュナイ滝美 チャンカワイ | 阿比留照太 みやぞん |
| リモート | 茶の間 京都府             | 茶の間 神奈川県     |

| ゲーム             | ギュナイ | ショウタ |
| ------------------ | -------- | -------- |
| 超電空パネリング   | 000      | 000      |
| 超電空ミュージック | 010      | 010      |
| 超電空紙フト       | 100      | 100      |
| じゃんけん         | 勝ち     | 負け     |

- 優勝：ギュナイチーム
- 出典：[* 54]

### #25 2ndラウンド
- 放送日：2022年04月28日

|            | ユウマ        | ソニア       |
| ---------- | ------------- | ------------ |
| リーダー   | 坂上悠真      | マウスソニア |
| サポーター | 茶の間 広島県 | チャンカワイ |

| ゲーム                             | ユウマ | ソニア |
| ---------------------------------- | ------ | ------ |
| 超ワードメーカー                   | 060    | 080    |
| 超ビヨンドバウンドレボリューション | 000    | 060    |
| 超電空カーリング                   | 160    | 060    |
| 最終結果                           | 220    | 200    |

- 優勝：ユウマチーム
- 出典：[* 56]

### #26 3rdラウンド
- 放送日：2022年05月19日

|          | ソラ                    | ベニオ            |
| -------- | ----------------------- | ----------------- |
| スタジオ | 勅使河原空 チャンカワイ | 大谷紅緒 みやぞん |
| リモート | 茶の間 宮崎県           | 茶の間 滋賀県     |

| ゲーム                 | ソラ | ベニオ |
| ---------------------- | ---- | ------ |
| 超電空バルバルバルーン | 290  | 200    |
| 超電空ミュージック     | 170  | 120    |
| 超デンクーイーツ       | 040  | 130    |
| 最終結果               | 500  | 450    |

- 優勝：ソラチーム
- 出典：[* 58]

### #27 4thラウンド
- 本放送：2022年06月02日
- 再放送：2022年06月30日

|          | てれび戦士          | エンジ                |
| -------- | ------------------- | --------------------- |
| スタジオ | 稲毛眞生 布施麻理亜 | チャンカワイ 田渕章裕 |
| リモート | 茶の間 千葉県       | 茶の間 長野県         |

| ゲーム                           | てれび戦士 | エンジ |
| -------------------------------- | ---------- | ------ |
| 超リミットアート                 | 030        | 030    |
| 超電空パネリングレボリューション | 040        | 040    |
| 超電空バドダーツ                 | 140        | 120    |
| 最終結果                         | 210        | 160    |

- 優勝：てれび戦士チーム
- 出典：[* 60]

### #28 メイラウンド
- 本放送：2022年06月23日
- 再放送：2022年07月28日
- 主宰：香月萌衣
- 休演：ロン・モンロウ
- 開催：裏電空アリーナ

|          | レイ                     | テッショウ             |
| -------- | ------------------------ | ---------------------- |
| スタジオ | 筧礼 田渕章裕            | 丸山煌翔 チャンカワイ  |
| 裏電空   | 阿比留照太 茶の間 新潟県 | 盛武美音 茶の間 北海道 |

| ゲーム                    | レイ | テッショウ |
| ------------------------- | ---- | ---------- |
| 超デンクーイーツ 江戸Ver. | 060  | 050        |
| 超頭文字電空              | 030  | 020        |
| 超電空カタカナキャッチ    | 350  | 440        |
| 最終結果                  | 440  | 510        |

- 優勝：テッショウチーム
- 出典：[* 62]

### #29 6thラウンド
- 本放送：2022年07月14日
- 再放送：2022年08月18日
- アシスタント：チャンカワイ

|            | マウナ        | ハルト        |
| ---------- | ------------- | ------------- |
| リーダー   | 稲毛眞生      | 大野遥斗      |
| サポーター | 茶の間 香川県 | 茶の間 山形県 |

| ゲーム             | マウナ | ハルト |
| ------------------ | ------ | ------ |
| 超電空パネリング   | 030    | 000    |
| 超電空ミュージック | 490    | 380    |
| 超電空カゴフット   | 130    | 040    |
| 最終結果           | 650    | 420    |

- 優勝：マウナチーム
- 出典：[* 64]

### #30 ヨコハマラウンド
- 放送日：2022年09月15日
- 中継：神奈川県横浜市 横浜人形の家
- 横浜市出演：チャンカワイ、勅使河原空、布施麻理亜

|          | ユウマ   | レイ |
| -------- | -------- | ---- |
| リーダー | 坂上悠真 | 筧礼 |

| ゲーム             | ユウマ | レイ |
| ------------------ | ------ | ---- |
| 超電空チャレンジ   | 030    | 030  |
| 超・ワードメーカー | 160    | 120  |
| 超電空カーリング   | 250    | 080  |
| 最終結果           | 440    | 230  |

- 優勝：ユウマチーム
- 出典：[* 66]

### #31 超ダンスラウンド MTK重大発表スペシャル
- 放送日：2022年10月06日
- アシスタント：チャンカワイ

|            | マリア                                   | ソノマ                 |
| ---------- | ---------------------------------------- | ---------------------- |
| リーダー   | 布施麻理亜                               | 松尾そのま             |
| サポーター | 茶の間 北海道                            | 茶の間 愛知県          |
| ゲスト     | ファイターズガール - 山口伶奈 - 田中杏奈 | QUEENDOM - moca - Taki |

| ゲーム                                   | マリア | ソノマ |
| ---------------------------------------- | ------ | ------ |
| 超電空バルバルバルーン ダンスバージョン  | 500    | 280    |
| 超電空サビダンスQ                        | 020    | 000    |
| 超電空ミュージック MTK重大発表スペシャル | 030    | 000    |
| 最終結果                                 | 550    | 280    |

- 優勝：マリアチーム
- 出典：[* 68]

### #32 タッグラウンド
- 放送日：2022年10月27日

|            | のだギュ                    | チャンミオ            |
| ---------- | --------------------------- | --------------------- |
| スタジオ   | ギュナイ滝美 野田クリスタル | 盛武美音 チャンカワイ |
| サポーター | 茶の間 兵庫県               | 茶の間 長野県         |

| ゲーム                           | のだギュ | チャンミオ |
| -------------------------------- | -------- | ---------- |
| 超リミットアート                 | 000      | 000        |
| 超電空パネリングレボリューション | 040      | 040        |
| 超電空紙フト                     | 000      | 050        |
| 最終結果                         | 040      | 090        |

- 優勝：チャンミオチーム
- 出典：[* 70]

### #33 超さいたまサッカーラウンド
- 放送日：2022年11月24日
- テーマ：FIFAワールドカップ カタール 2022
- 中継：埼玉県さいたま市 さいたま市立上木崎小学校

|          | ソラ       | ソニア       | アシスタント |
| -------- | ---------- | ------------ | ------------ |
| スタジオ | 勅使河原空 | マウスソニア | みやぞん     |
| さいたま | 大野遥斗   | 稲毛眞生     | チャンカワイ |

| ゲーム                        | ソラ | ソニア |
| ----------------------------- | ---- | ------ |
| 超電空カゴフット              | 060  | 090    |
| 超電空世界を応援しよう!クイズ | 030  | 030    |
| 超電空ミュージック            | 170  | 130    |
| 最終結果                      | 260  | 250    |

- 優勝：ソラチーム
- 出典：[* 72]

### #34 トシノセラウンド
- 放送日：2022年12月15日
- テーマ：年の瀬 紅白

|            | 紅                             | 白                     |
| ---------- | ------------------------------ | ---------------------- |
| てれび戦士 | 阿比留照太 大野遥斗 松尾そのま | 大谷紅緒 筧礼 丸山煌翔 |
| サポーター | 茶の間 栃木県                  | チャンカワイ           |

| ゲーム                            | 紅  | 白  |
| --------------------------------- | --- | --- |
| 超アイテムジェスチャー            | 040 | 040 |
| 超ワードメーカーレボリューション! | 170 | 190 |
| 超電空バドダーツ                  | 120 | 090 |
| 最終結果                          | 330 | 320 |

- 優勝：紅チーム
- 出典：[* 74]

### #35 超天てれ30年大感謝ラウンド
- 放送日：2023年01月19日
- テーマ：天才てれびくん30周年

|            | ハロー                       | MAX                   |
| ---------- | ---------------------------- | --------------------- |
| スタジオ   | 阿比留照太 稲毛眞生 大谷紅緒 | 前田公輝 チャンカワイ |
| サポーター | 茶の間 石川県                | 茶の間 大阪府         |

| ゲーム                           | ハロー | MAX |
| -------------------------------- | ------ | --- |
| 超電空パネリングレボリューション | 030    | 030 |
| 超電空プロフダウト               | 020    | 010 |
| 超電空紙フト                     | 000    | 050 |
| 最終結果                         | 050    | 090 |

- 優勝：MAXチーム
- 出典：[* 76]

### #36 セツブンラウンド
- 放送日：2023年02月02日
- テーマ：節分
- 開催：裏電空アリーナ

|          | てれび戦士               | 鬼チャン               |
| -------- | ------------------------ | ---------------------- |
| スタジオ | 阿比留照太 布施麻理亜    | チャンカワイ           |
| 裏電空   | 大野遥斗 茶の間 鹿児島県 | 大谷紅緒 茶の間 愛知県 |

| ゲーム               | てれび戦士 | 鬼チャン |
| -------------------- | ---------- | -------- |
| 超バウンドボウリング | 060        | 040      |
| 超セツブンクイズ     | 040        | 010      |
| 超電空紙フト         | 050        | 050      |
| 最終結果             | 150        | 100      |

- 優勝：てれび戦士チーム
- 出典：[* 77]

### #37 超卒業ラウンド
- 放送日：2023年03月09日
- スタジオ出演者
  - 電空関係者：みやぞん、向井慧、ロン・モンロウ、チャンカワイ
  - 天才チーム：坂上悠真、マウスソニア、筧礼、布施麻理亜、大野遥斗、丸山煌翔、盛武美音
  - ハローチーム：阿比留照太、ギュナイ滝美、稲毛眞生、大谷紅緒、勅使河原空、松尾そのま、香月萌衣

| ゲーム             | 天才 | ハロー |
| ------------------ | ---- | ------ |
| 超電空チャレンジ   | 4    | 4      |
| 超ビヨンドバウンド | 4    | 4      |

- 番組後半
  - 超電空メモリー
  - 「ハローハロー」ライブ
- 出典：[* 80]

## ニューススペシャル 今知りたい!新型コロナウイルス
2022年1月27日に放送された特別企画。
- 電空アリーナ支配人：向井慧
- てれび戦士：ギュナイ滝美、坂上悠真
- NHKアナウンサー：小野文惠
- 解説：忽那賢志、相樂直子、竹田忠
- 休演：チャンカワイ（濃厚接触者のため出演キャンセル）
- 出典：[* 49]